# راجكوت
راجكوت رمزها «RA» (بالإنجليزية: Rajkot) ، هو تقسيم إداري لدولة الهند تتبع ولاية غوجارات (بالإنجليزية: Gujarat) ، مركزها هو مدينة راجكوت (بالإنجليزية: Rajkot) عدد سكانها حسب تعداد سنة 2001 هو 3,157,676 ، مساحتها 11,203 كم² وكثافة السكان 282 لكل كم² .

## توأمة
لراجكوت اتفاقيات توأمة مع:
- ليستر

## أعلام
- هاريلال غاندي
- كات لويس
- راجيش ميهتا
- ابن وراق

## وصلات خارجية
- التعداد السكاني للهند
- الموقع الرسمي  نسخة محفوظة 1 نوفمبر 2020 على موقع واي باك مشين.